# ダルコ・チュルリノフ
ダルコ・チュルリノフ（Darko Churlinov, マケドニア語: Дарко Чурлинов, 2000年7月11日 - ）は、北マケドニア・スコピエ出身のサッカー選手。北マケドニア代表。ポジションはMF。

## クラブ経歴
2010年からスコピエに本拠地を置くFKラボトニツキやFKバルダールのユースアカデミーで過ごし、2014年にドイツに渡りハンザ・ロストックのユースアカデミーに入団。1.FCマクデブルクを経て2016年に1.FCケルンに入団。加入時からU-19に登録され、2018-19シーズンはU-19リーグで23試合18ゴールを決め、チームIIに昇格。更に2019-20シーズンにはトップチームに昇格。2019年8月17日のVfLヴォルフスブルク戦で、後半途中にフロリアン・カインツとの交代出場でプロデビュー。プロデビューから1か月後の9月にはVfBシュトゥットガルトが、チェルリノフの獲得に興味を持っていると報じられた。
2020年1月に入り、チェルリノフにシュトゥットガルトへの移籍が間近と報じられ、8日に移籍が決定。5月31日の2部リーグのディナモ・ドレスデン戦でプロ初ゴールを決めた。
2021年8月17日、シャルケ04にレンタル移籍した。
2022年8月20日、EFLチャンピオンシップのバーンリーFCへ2026年6月までの4年契約で完全移籍した。

## 代表経歴
2016年からユース世代の北マケドニア代表に招集され、翌2017年には早くもフル代表に招集。3月28日のベラルーシ戦で16歳8ヶ月でフル代表デビューを果たした。

## タイトル
シャルケ
- 2. ブンデスリーガ：2021-22

バーンリー
- EFLチャンピオンシップ：2022-23